# Margita Kadeřábková
Margita Kadeřábková (roz. Kováčová) (* 25. ledna 1964 Litoměřice) je bývalá československá a česká zápasnice – judistka.

## Sportovní kariéra
S judem začínala ve 12 letech v Litoměřicích v klubu Rudá Hvězda pod vedením Pavla Slabého. V roce 1983 přestoupila do pražského vysokoškolského klubu Slávia pod trenérku Zoru Zbavitelovou. V roce 1984 startovala jako reprezentantka Československa na mistrovství světa ve Vídni v lehké váze do 56 kg. Je šestinásobnou mistryní republiky. Československo reprezentovala naposledy mezi ženami v roce 1992.
V domovském klubu Litokan se věnuje trenérské práci a je pravidelnou účastnicí veteránských turnajů v judu. Civilním povoláním je stavební ekonomka.

### Výsledky z mistrovství světa
| Olympijské hry a mistrovství světa | Olympijské hry a mistrovství světa | Olympijské hry a mistrovství světa | Olympijské hry a mistrovství světa | Olympijské hry a mistrovství světa | Olympijské hry a mistrovství světa | Olympijské hry a mistrovství světa | Olympijské hry a mistrovství světa |
| Kolo                               | Výsledek                           | Bilance                            | Soupeř                             | Výsledek                           | Datum                              | Turnaj                             | Místo                              |
| 1984 Mistrovství světa do 56 kg    | 1984 Mistrovství světa do 56 kg    | 1984 Mistrovství světa do 56 kg    | 1984 Mistrovství světa do 56 kg    | 1984 Mistrovství světa do 56 kg    | 1984 Mistrovství světa do 56 kg    | 1984 Mistrovství světa do 56 kg    | 1984 Mistrovství světa do 56 kg    |
| ---------------------------------- | ---------------------------------- | ---------------------------------- | ---------------------------------- | ---------------------------------- | ---------------------------------- | ---------------------------------- | ---------------------------------- |
| 1/16                               | prohra                             | 1-1                                | Catherine Arnaudová (FRA)          | ?                                  | 11. listopadu 1984                 | Mistrovství světa                  | Vídeň, Rakousko                    |
| 1/32                               | vítězství                          | 1-0                                | Éva Marschaleková (HUN)            | ?                                  | 11. listopadu 1984                 | Mistrovství světa                  | Vídeň, Rakousko                    |